# Lowell (Ohio)

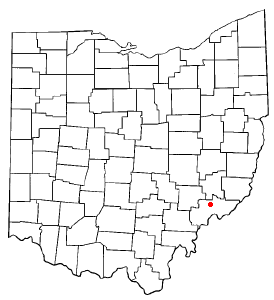
Lowell na planie stanu Ohio

Lowell – wieś w USA, w hrabstwie Washington, w stanie Ohio.
Według danych z 2000 roku wieś zamieszkiwana była przez 628 mieszkańców.